# Megascops ingens
El autillo pálido, autillo grande  autillo rojizo  lechuza rojiza o curucucú pálido (Megascops ingens) es una especie de ave estrigiforme de la familia Strigidae nativa de Sudamérica.

## Distribución y hábitat
Se distribuye a través de Bolivia, Colombia, Ecuador, Perú y Venezuela. Habita en bosques húmedos montanos, en elevaciones desde 1200 a 2500 metros. Es un pájaro estrictamente nocturno que se vuelve activo al atardecer. Durante el día se refugia en su mayoría entre las epífitas en las ramas gruesas. Se alimenta de insectos así como de pequeños vertebrados.

## Subespecies
Se reconocen dos subespecies:
- Megascops ingens ingens (Salvin, 1897)– el norte de Ecuador a Perú y Bolivia.
- Megascops ingens venezuelanus (Phelps & Phelps, 1954)– desde el norte de Colombia hasta el noroeste de Venezuela.